# Краснодольский (Оренбургская область)
Краснодольский — поселок в Бузулукском районе Оренбургской области в составе сельского поселения Проскуринский сельсовет.

## География
Находится на расстоянии примерно 29 километров по прямой на запад-юго-запад от города Бузулук.

## История
Поселок был основан в 1929 году при организации совхоза «Волжская Коммуна» и был отделением №6, потом №3. Поселок получил нынешнее название после того, как земли отделения присоединили в 1969 году к совхозу «Западному» и отделение стало третьим совхоза «Западного».

## Население
Население составляло 56 человек в 2002 году (77% русские), 33 по переписи 2010 года.